# Treweriusz
Treweriusz – imię męskie pochodzenia łacińskiego, pierwotnie przydomek, utworzony za pomocą przyrostka -ius od nazwy celtyckojęzycznego (i uważającego się za potomków Germanów) szczepu Trewerów (wymienia ich Cezar w O wojnie galijskiej) z Galii belgijskiej, od którego wywodzi się również nazwa miasta Trewir. Patronem tego imienia jest św. Treweriusz, pustelnik z Dombes.
Treweriusz imieniny obchodzi 16 stycznia.